# Tricyphona epione
Tricyphona (Eucyphona) epione là một loài ruồi trong họ Pediciidae. Chúng phân bố ở vùng Indomalaya.